# Jenna Davis
Jenna Davis (Plano, Texas; 5 de mayo de 2004) es una actriz, youtuber, cantante, compositora y TikToker estadounidense.
Es mayormente reconocida por ser la voz de M3GAN en las películas Megan (2022) y Megan 2.0 (2025).

## Primeros años de vida
Jenna Davis nació en Plano (Texas) y pasó su infancia en Frisco antes de mudarse a Minnesota cuando tenía cuatro años. Comenzó a viajar a Los Ángeles para audiciones a la edad de 10 años e hizo el traslado oficial al año siguiente en 2015. En enero de 2023, Davis estudiaba en Pasadena City College.

## Carrera
Davis apareció en varios cortometrajes y subió su primer video a YouTube en 2015. En 2017, comenzó a aparecer en la serie web de Brat Chicken Girls como Monica, miembro del equipo de baile rival Power Surge. Davis repetiría su papel de Monica en Chicken Girls: The Movie, la serie precuela de 2018 A Girl Named Jo (narrada por la abuela del personaje), y la miniserie de 2021 Scarlett's Lab. También hizo una aparición especial en Afterschooled e interpretó a Maddy en la serie ahora desaparecida Keys.
También en 2017, Davis tuvo su primer papel de voz en dos episodios de The Last Tycoon. Esto fue seguido por su debut televisivo de acción real en 2018 cuando apareció como estrella invitada en un episodio de la comedia de situación de TV Land Teachers y consiguió el papel recurrente de Sienna en la serie de Disney Channel Raven's Home, spin-off de That's So Raven. Ese mismo año, Davis prestó su voz a Teri en la serie de Netflix Treehouse Detectives y a varios personajes de la serie de Disney Channel Vampirina.
En diciembre de 2022, se estrenó en Los Ángeles la película de terror y ciencia ficción M3GAN, lo que marcó su debut cinematográfico, prestando su voz a la muñeca robot titular. Davis tiene más de 2 millones de suscriptores en su canal de YouTube y más de 4 millones de seguidores en TikTok. Davis lanzó el sencillo "DiCaprio" en agosto de 2023 como el artista insignia del nuevo sello discográfico SMACKRecords. Descrita como country pop o country pop, la canción fue escrita por Kelsea Ballerini, Walker Hayes y Ross Copperman. En 2024, Davis apareció en Lisa Frankenstein. Posteriormente lanzó su primer EP (extended play) “SIKE” el 1 de noviembre de 2024.
Davis lanzará su álbum de estudio debut el 27 de junio de 2025 y protagonizará la película de terror independiente Stay at Home y M3GAN 2.0.

## Filmografía

### Película
| Año  | Título            | Role        | Notas |
| ---- | ----------------- | ----------- | ----- |
| 2022 | M3GAN             | M3GAN (voz) |       |
| 2024 | Lisa Frankenstein | Lori        |       |
| 2025 | M3GAN 2.0         | M3GAN (voz) |       |

### Televisión
| Año       | Título                          | Role            | Episodios                          |
| --------- | ------------------------------- | --------------- | ---------------------------------- |
| 2017      | El último magnate               | Sally dulce     | Papel de voz cantante; 2 episodios |
| 2018      | Profesores                      | Ashley          | 1 episodio                         |
| 2018      | Sofia la Primera                | Hada            | Rol de voz; 1 episodio             |
| 2018      | La casa del señor vecino        | Ingrid          | 1 episodio                         |
| 2018      | Detectives de la casa del árbol | Teri            | Rol de voz principal               |
| 2018–2019 | La casa del cuervo              | Tierra de siena | Papel recurrente, 7 episodios      |
| 2018–2020 | Vampirina                       | Varios          | 13 episodios                       |
| 2020      | Tren infinito                   | Varios          | 3 episodios                        |
| 2022      | Maggie                          | Meg             | 1 episodio                         |
| 2024      | 9-1-1                           | Brooke          | 1 episodio                         |
| 2025      | Tribunal nocturno               | Pandora         | 1 episodio                         |

### Web
| Año       | Título                     | Role   | Episodios                                       |
| --------- | -------------------------- | ------ | ----------------------------------------------- |
| 2017–2018 | Chicas pollo               | Mónica | Roles recurrentes (temporada 1-2), 14 episodios |
| 2018      | Chicken Girls: La Película | Mónica | Especial                                        |
| 2018      | Después de la escuela      | Mónica | 1 episodio                                      |
| 2018      | Llaves                     | Maddy  | 6 episodios                                     |
| 2018–2019 | Una niña llamada Jo        | Mónica | 5 episodios                                     |
| 2021      | El laboratorio de Scarlett | Mónica | Miniserie; 4 episodios                          |

## Discografía

### EP
| Título | Fecha de lanzamiento   | Número de canciones | Notas             |
| ------ | ---------------------- | ------------------- | ----------------- |
| Sike   | 1 de noviembre de 2024 | 5                   | Primer EP lanzado |

### Individual
| Title                | Release Date        | Album                                                    | Notes                                     | Title Lyric                                  |
| -------------------- | ------------------- | -------------------------------------------------------- | ----------------------------------------- | -------------------------------------------- |
| "Breathing Fire"     | September 11, 2016  | Non-Album Single                                         | First single ever released                | Breathing, breathing fire                    |
| "Summer of 19"       | November 22, 2019   | Non-Album Single                                         |                                           | It was the summer of ‘19 that I fell for you |
| "Under the Surface"  | February 21, 2020   | Non-Album Single                                         | Most viewed video on her YouTube channel  |                                              |
| "16"                 | September 25, 2020  | Non-Album Single                                         |                                           |                                              |
| "Boy You'll Miss Me" | January 3, 2021     | Non-Album Single                                         |                                           |                                              |
| "Not Saying Sorry"   | April 2, 2021       | Non-Album Single                                         |                                           |                                              |
| "Player"             | May 29, 2021        | Non-Album Single                                         |                                           |                                              |
| "Maybe Maybe"        | August 28, 2021     | Non-Album Single                                         |                                           |                                              |
| "Look Who's Back"    | April 3, 2022       | Non-Album Single                                         |                                           |                                              |
| "1963"               | September 24, 2022  | Non-Album Single                                         | Final independently released single.      |                                              |
| "DiCaprio"           | August 11, 2023     | Non-Album Single                                         | First release with SMACK Records.         |                                              |
| "6FT Nothing"        | June 21, 2024       | Sike                                                     | Lead single from “SIKE” EP                |                                              |
| "FBI"                | August 9, 2024      | Sike                                                     | Second single from “SIKE” EP              |                                              |
| "Luckier"            | October 4, 2024     | Sike                                                     | Third / promotional single from “SIKE” EP |                                              |
| "On A Budget"        | 14 de marzo de 2025 | Lead single from “Where Did That Girl Go”                |                                           |                                              |
| ”Miss Wannabe”       | April 18, 2025      | Second single from “Where Did That Girl Go”              |                                           |                                              |
| ”San Diego”          | May 30, 2025        | Third / promotional single from “Where Did That Girl Go” |                                           |                                              |